# Codice Amado
Il Codice Amado è un pezzo di codice scritto dal guatemalteco Carlos Armando Amado per trasferimento dati da e per spreadsheet e database che ha creato uno dei casi più eclatanti di violazione del copyright sul software. Tale codice è utilizzato all'interno di programmi del pacchetto Microsoft Office soprattutto Excel.

## Storia
Nel 1990 Amado, allora studente della Stanford University, aveva sviluppato un codice per il trasferimento dei dati tra prodotti Office e lo aveva brevettato nel 1994. Nel 1992 aveva cercato di vendere invano a Microsoft questo codice. Nella versione di Excel 95 la Microsoft introdusse in alcuni suoi programmi proprio questa funzionalità.
Amado aveva allora accusato la Microsoft di aver utilizzato il codice da lui brevettato nel proprio software. Microsoft si è difesa dicendo che stava lavorando già da tempo su questo software, prima ancora che Amado lo proponesse.
Il 19 maggio 2005 la Microsoft viene accusata da Amado. Il tribunale distrettuale della California centrale considera Microsoft colpevole su uno solo dei dieci capi di accusa presentati e costringe la società a pagare 8,96 milioni di dollari.
In seguito all'accusa la Microsoft ha dovuto chiedere a tutti i suoi clienti di aggiornare il proprio software per eliminare ogni traccia di questo codice.
Nonostante la Microsoft si sia addossata ogni eventuale indennizzo in caso di denuncia, l'aggiornamento è stato vivamente consigliato.
Questa vicenda ha portato alla Microsoft soprattutto un danno di immagine e un aggiornamento "obbligato" per tutti i suoi clienti.